# Gunghuyana alativerpa
Gunghuyana alativerpa är en insektsart som beskrevs av Stiller 2001. Gunghuyana alativerpa ingår i släktet Gunghuyana och familjen dvärgstritar. Inga underarter finns listade i Catalogue of Life.